# Scolopendra subspinipes
Scolopendra subspinipes är en mångfotingart som beskrevs av Leach 1815. Scolopendra subspinipes ingår i släktet Scolopendra och familjen Scolopendridae.

## Underarter
Arten delas in i följande underarter:
- S. s. japonica
- S. s. cingulatoides
- S. s. dehaani
- S. s. fulgurans
- S. s. gastroforeata
- S. s. mutilans
- S. s. piceoflava
- S. s. subspinipes

## Bildgalleri

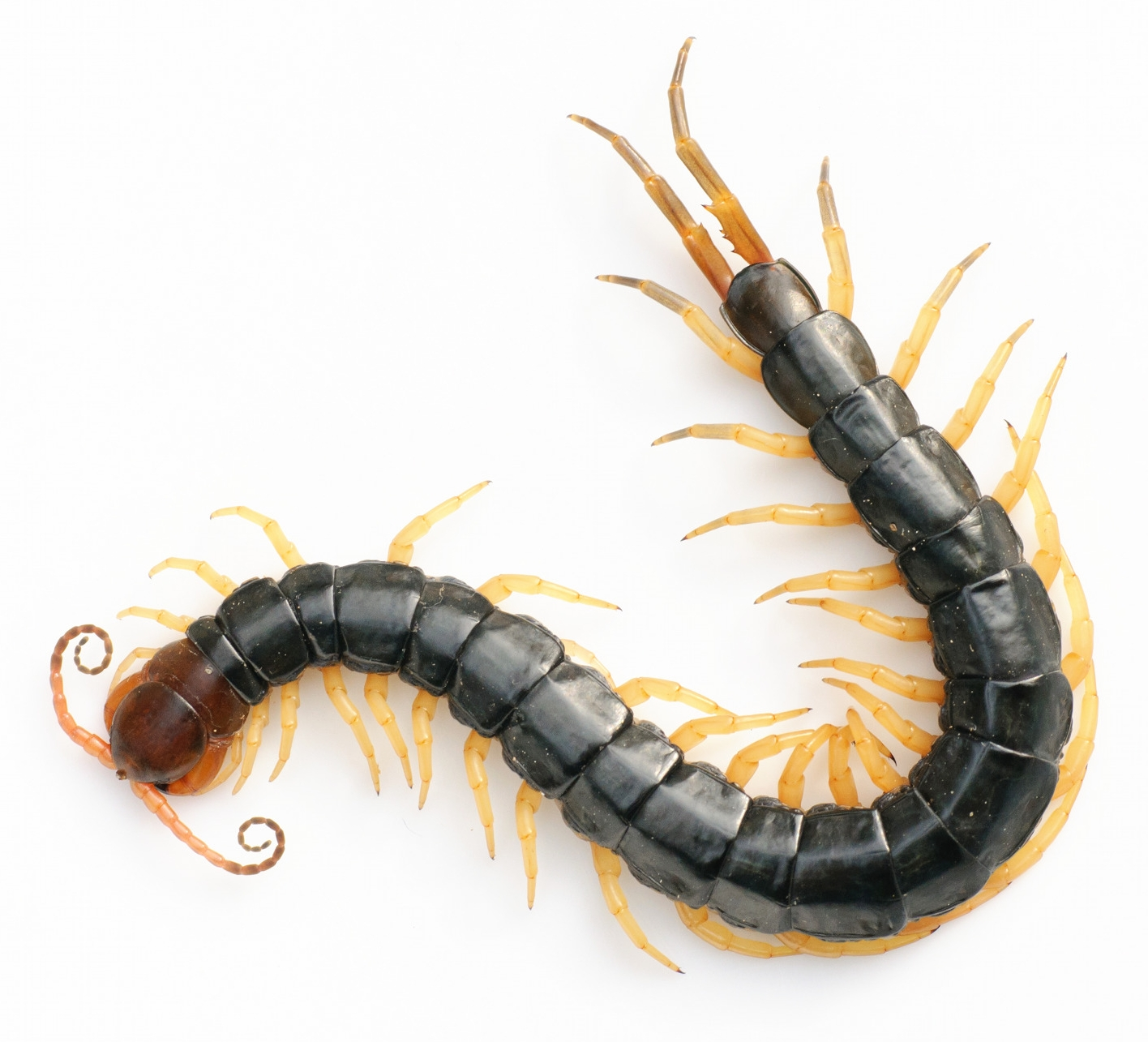
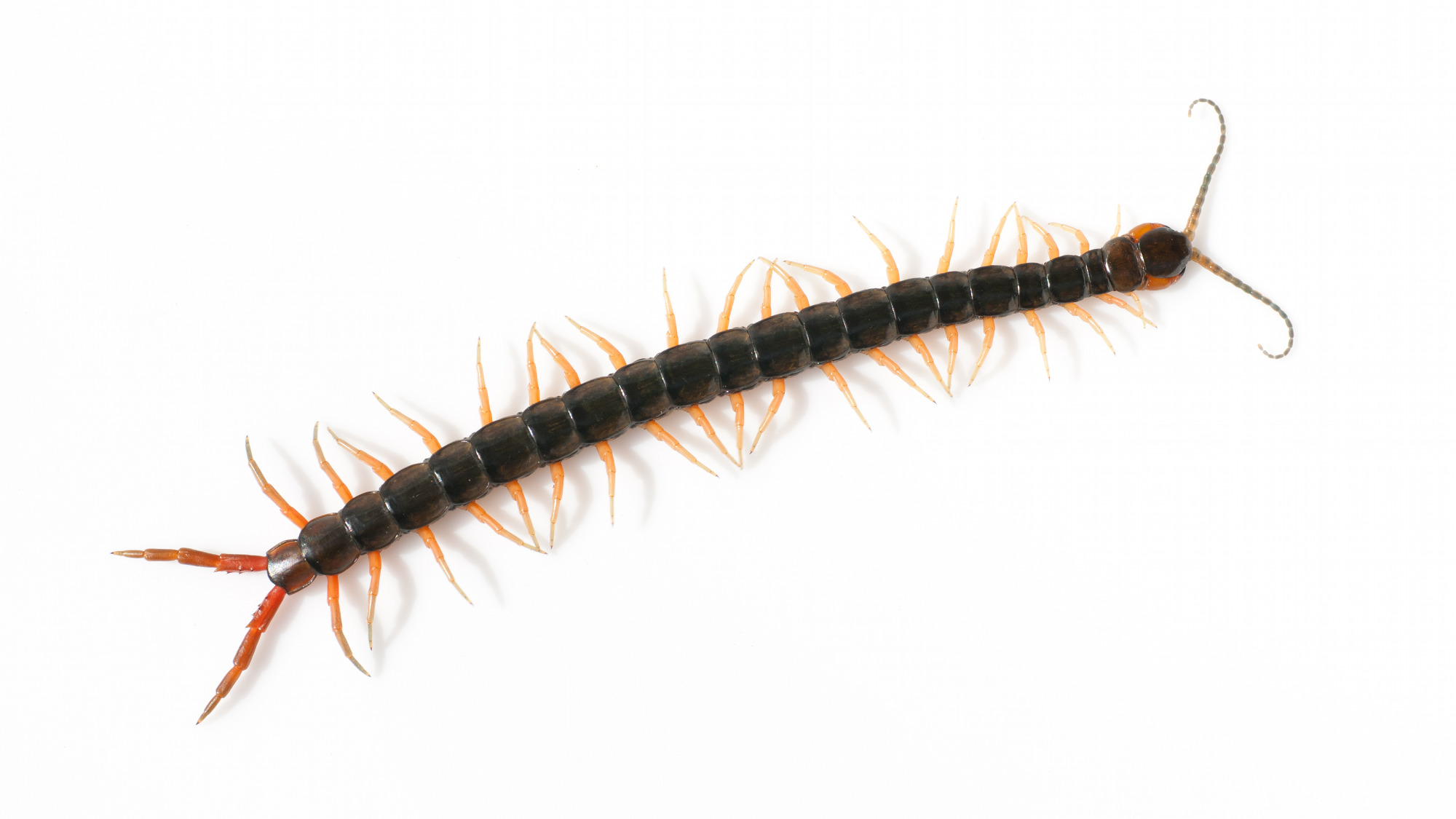